# Elisabeth Becker
Elisabeth Becker (Neuteich, 20 luglio 1923 – Danzica, 4 luglio 1946) è stata una militare tedesca, guardia di numerosi campi di concentramento nazisti.

## Biografia
Becker nacque a Neuteich nella Città Libera di Danzica (oggi Nowy Staw, in Polonia) da una famiglia di origine tedesca. Nel 1936, all'età di 13 anni, si arruolò nella Lega delle Ragazze Tedesche e nel 1938 divenne una cuoca a Danzica. In 1939 i tedeschi occuparono la città e Becker si adattò con successo. Nel 1940 cominciò a lavorare nell'azienda Dokendorf a Neuteich, dove lavorò fino al 1941, quando divenne un'assistente agricola a Danzica.

### Campi di concentramento
Nel 1944 le SS avevano bisogno di un numero maggiore di guardie per il vicino campo di concentramento di Stutthof e Becker fu chiamata al servizio. Giunse a Stutthof il 5 settembre 1944 per essere impiegata come SS Aufseherin. Successivamente lavorò nel campo femminile di Stutthof nella SK-III. Qui il personale selezionava donne e bambini per le camere a gas.

### Dopo la guerra

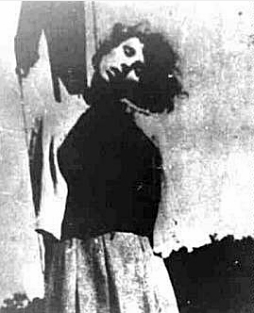
Impiccagione di Becker

Becker abbandonò il campo il 15 gennaio 1945 e tornò a Neuteich. Il 13 aprile la polizia polacca la catturò e la mise in prigione in attesa del processo. Il Processo di Stutthof cominciò a Danzica il 31 maggio 1946 con cinque donne delle SS e numerosi gerarchi accusati. Becker fu condannata a morte.
Inviò diverse lettere al presidente della Polonia Bolesław Bierut chiedendo perdono, ribadendo che le sue azioni non erano state crudeli come quelle di Gerda Steinhoff e di Jenny-Wanda Barkmann. Il perdono non fu concesso e fu pubblicamente impiccata il 4 luglio 1946 nella Piazza Biskupia Górka insieme a molti altri sorveglianti e comandanti delle SS.